# Serviços Aéreos Cruzeiro do Sul
Serviços Aéreos Cruzeiro do Sul fue la segunda aerolínea más antigua de Brasil, cuyos orígenes se remontan a 1927, cuando se fundó como Sindicato Condor, una subsidiaria de la aerol
inea alemana Deutsche Luft Hansa AG. Sindicato Condor retuvo los derechos e intereses de una antigua empresa comercial alemana, Condor Syndikat, que anteriormente operaba servicios de pasajeros y correo en Brasil. Pasó a llamarse Serviços Aéreos Cruzeiro do Sul en 1943. En 1975, Varig, una aerolínea brasileña que compartía orígenes muy similares, adquirió sus acciones de control. En 1993, finalmente se fusionó con Varig. 

## Historia

### Syndicato Condor y Serviços Aéreos Cóndor (1927-1943)
La primera fase en la historia de Cruzeiro do Sul está relacionada con la influencia alemana y se puede fechar desde 1927 hasta 1943. Durante este tiempo, la aerolínea se llamó Syndicato Condor, luego Sindicato Condor y finalmente Serviços Aéreos Condor. Condor fue fundada en Río de Janeiro, el 1 de diciembre de 1927, por los tres ex directores alemanes de Condor Syndikat, entre ellos Fritz W. Hammer, y el brasileño Conde Pereira Carneiro, propietario del Jornal do Brasil y de una naviera. Syndicato Condor es considerado el heredero de Condor Syndikat, una empresa comercial alemana que operaba servicios aéreos dentro de Brasil y de la cual heredó equipos, concesiones, derechos e intereses particulares. Desde el principio tuvo una fuerte influencia alemana, operando aviones alemanes y apoyando los intereses de Deutsche Luft Hansa AG (DLH) en América del Sur. El gobierno brasileño la reconoció como línea aérea el 20 de enero de 1928, otorgándole derechos para operar en todo el territorio brasileño y extender sus servicios a Uruguay y Argentina. Esos servicios fueron de suma importancia para los planes futuros de la empresa matriz DLH en América del Sur. De hecho, entre el 1 de junio de 1927, cuando dejó de existir Condor Syndikat, y la fundación de Syndicato Condor, los servicios nunca fueron interrumpidos.
Los servicios de hidroaviones de Río de Janeiro a Porto Alegre con escalas intermedias que habían estado operando de manera informal se hicieron oficiales y comenzaron casi de inmediato. Consistía en un vuelo dos veces por semana, operado con un hidroavión Junkers G 24 y duraba dos días con escala nocturna. El 14 de abril de 1934 se amplió la ruta para incluir Montevideo y Buenos Aires y el 28 de septiembre de 1935 llegó a Mendoza y Santiago de Chile. Esos servicios finalmente se actualizaron al moderno Junkers Ju 52 y luego al sofisticado avión Focke-Wulf Fw 200A Condor.
El 15 de julio de 1928 se inauguró un nuevo servicio de Río de Janeiro a Salvador vía Belmonte e Ilhéus, operado con un hidroavión Junkers F 13. Menos de dos años después, la ruta se modificaría para incluir Vitória, Caravelas, Belmonte e Ilhéus y se extendería de Salvador a Maceió, Recife, Parahyba (ahora João Pessoa) y Natal. En diciembre de 1935, el servicio se amplió aún más a Fortaleza; en abril de 1936 llegó a Belém. El viaje de Río de Janeiro a Belém tomaba dos días con una parada nocturna en Recife.
El 8 de septiembre de 1933, Condor estableció servicios entre Río de Janeiro, São Paulo, Corumbá y Cuiabá. Este servicio fue un gran avance porque anteriormente un viaje por tierra a Mato Grosso tomaba varios días. En 1936, Condor firmó un acuerdo interlineal con Lloyd Aéreo Boliviano (LAB) y estableció una conexión internacional a las principales ciudades de Bolivia, en particular a Puerto Suárez, Santa Cruz de la Sierra, Cochabamba y La Paz, utilizando como punto de conexión a Corumbá. Las aeronaves de Condor y LAB se encontraban en Corumbá durante la escala nocturna e intercambiaban pasajeros. Posteriormente, en Brasil, Condor amplió sus servicios más allá de Cuiabá, llegando a Porto Velho, Rio Branco y Cruzeiro do Sul.
Por lo tanto, para 1936 Syndicato Condor había establecido dos rutas troncales con frecuencias crecientes: Belém/Río de Janeiro/Porto Alegre/Montevideo/Buenos Aires/Santiago de Chile y São Paulo/Corumbá/Cuiabá, con servicios de conexión a Bolivia. Condor pudo así hacer frente a la feroz competencia impuesta por Panair do Brasil, la filial brasileña de Pan American. Sin embargo, Condor tenía una gran ventaja: tenía mejores aviones que podían operar tanto como hidroaviones como terrestres, y no solo como hidroaviones como Panair do Brasil. Condor no estaba entonces restringido a navegar siguiendo la costa o los ríos.
Como parte del proyecto de Deutsche Luft Hansa para establecer servicios de correo directo y de pasajeros a América del Sur y en competencia con la Compagnie Générale Aéropostale francesa que había brindado dichos servicios desde 1927, Condor y Luft Hansa operaron conjuntamente un servicio que involucraba el uso de aeronaves rígidas. y aviones. Entre 1931 y 1937, mientras los aviones de Condor brindaban servicios de conexión en Brasil, Uruguay, Argentina y luego Chile y Bolivia para los pasajeros de Luft Hansa. Deutsche Zeppelin-Reederei empresa conjunta formada por Zeppelin Luftschiffbau, el Ministerio del Aire del Reich (RLM) y Deutsche Luft Hansa operaba servicios usando el Graf Zeppelin o el Hindenburg volando entre Friedrichshafen, Natal y Recife en tres días. El viaje continuó hasta Río de Janeiro y se completó en otros dos días volando entre Friedrichshafen, Natal y Recife en tres días. El viaje continuó hasta Río de Janeiro y se completó en otros dos días. Los pasajeros podían salir en cualquiera de los puertos de escala brasileños y continuar en el avión de Condor y viceversa. En Río de Janeiro, se construyó una instalación a medida para acomodar las aeronaves. Se llamaba Aeropuerto Bartolomeu de Gusmão. Sin embargo, en 1941, pasó a manos de la Fuerza Aérea Brasileña y pasó a llamarse Base de la Fuerza Aérea de Santa Cruz. Sigue siendo una de las bases más importantes de la Fuerza Aérea Brasileña. El hangar de las aeronaves sigue en pie y en perfecto estado.
Administrativamente, Fritz W. Hammer dejó la empresa en septiembre de 1930 y otro ciudadano alemán, Paul Moosmeyer, asumió el cargo de director general. Ocupó el cargo hasta 1942.
El 19 de agosto de 1941, Syndicato Condor cambió oficialmente su nombre a Serviços Aéreos Condor debido a un tecnicismo legal. El mismo año, cuando Estados Unidos se unió a los Aliados en la lucha contra la Segunda Guerra Mundial, los suministros empezaron a escasear, particularmente en términos de gasolina y repuestos. Debido a que utilizó equipo alemán, Condor enfrentó dificultades particulares. La situación empeoró el 22 de agosto de 1942, cuando Brasil declaró la guerra al Eje y se unió a los Aliados en el conflicto. Dado que Condor todavía estaba controlado por la aerolínea estatal alemana Deutsche Lufthansa y tenía una mayoría de directores alemanes, el gobierno brasileño, en particular el presidente Getúlio Vargas, decidió nacionalizar Condor. Dicho acto ocurrió el 25 de agosto de 1942, y todos los directores alemanes (naturales, descendientes y naturalizados brasileños) fueron reemplazados por ciudadanos brasileños. De hecho, el personal con ascendencia alemana fue perseguido.
El 16 de enero de 1943, luego de una reorganización administrativa completa, que intentó borrar su cultura e identidad alemanas, Condor cambió su nombre a Serviços Aéreos Cruzeiro do Sul. Este cambio marca el comienzo de una nueva etapa en la vida de la aerolínea o, de manera más realista, una nueva aerolínea nacida de las cenizas de la extinta Condor.

### Serviços Aéreos Cruzeiro do Sul (1943–1975)
La nacionalización y el nuevo nombre marcan el inicio de la segunda fase, que duró hasta 1975. Nacionalizada, la mayoría de sus problemas operativos se resolvieron gracias a que el Cruzeiro obtuvo gasolina en préstamo del Ministerio del Aire brasileño. Sin embargo, persistieron los problemas con las aeronaves alemanas y la adquisición de repuestos para el mantenimiento. Por esta razón, Cruzeiro do Sul inició una sustitución gradual de sus aviones alemanes por aviones fabricados en los Estados Unidos, en su mayoría excedentes de guerra. Los Junkers Ju 52/3m, caballo de batalla de la aerolínea, fueron reemplazados por Douglas DC-3. El primero llegó el 24 de septiembre de 1943 y en 1953 Cruzeiro tenía una flota de 38 aviones de este tipo volando.
Cruzeiro participó en el esfuerzo bélico transportando material y tropas a lo largo de la costa brasileña y caucho de la región amazónica.
Con el final de la guerra, Cruzeiro abrió nuevos servicios, compitiendo con Panair do Brasil y Varig. Varig aumentó considerablemente sus operaciones más allá de los estados de Rio Grande do Sul y Santa Catarina, donde era el operador dominante. En respuesta, Cruzeiro compró dos aerolíneas que operaban en la zona y aumentó su participación en este mercado regional. Eran SAVAG - Sociedade Anônima Viação Aérea Gaúcha y TAC - Transportes Aéreos Catarinense. Cruzeiro también abrió nuevas rutas de Río de Janeiro a Belém siguiendo los ríos Araguaia y Tocantins, y abrió nuevas conexiones a Manaos vía Santarém en competencia directa con Panair do Brasil. Además, la ruta a Manaos se extendió a Boa Vista y Georgetown y la línea a Belém se extendió a Cayena y Paramaribo. Se mantuvieron los servicios a Buenos Aires, Montevideo y Santiago de Chile.
El 2 de octubre de 1947, Serviços Aéreos Cruzeiro do Sul fue elegida por el gobierno brasileño para ser la segunda aerolínea brasileña autorizada para volar a los Estados Unidos, luego de una concesión ya otorgada y operada por Aerovias Brasil. Cruzeiro podría servir a San Juan de Puerto Rico, Washington D. C. y la ciudad de Nueva York. Para operar esos servicios, Cruzeiro compró tres Douglas DC-4 y operó 30 vuelos experimentales entre 1948 y 1949. Sin embargo, esos servicios se cancelaron en 1949 debido a la falta de asistencia financiera y de otro tipo del gobierno brasileño. Se vendieron los Douglas DC-4 y el dinero se utilizó para comprar cuatro nuevos Convair CV-340. La concesión para volar a Estados Unidos fue revocada y otorgada a Varig.
El 6 de julio de 1959, Cruzeiro, Varig y VASP iniciaron los servicios de transporte aéreo entre los aeropuertos de Río de Janeiro-Santos Dumont y São Paulo-Congonhas, los primeros de su tipo en el mundo. Las tres empresas coordinaron sus horarios, operaciones e ingresos compartidos. El servicio fue una respuesta directa a la competencia impuesta por Real Transportes Aéreos. La idea, bautizada como Puente Aéreo (Ponte Aérea en portugués), inspirada en el Puente Aéreo de Berlín, tuvo tanto éxito que fue abandonada recién en 1999. Los vuelos, operados inicialmente por horas, eran servidos por Convair CV-240 (Varig), Convair CV-340 (Cruzeiro) y Saab 90 Scandia (VASP). En cuestión de pocos meses, el servicio de transporte dirigido por Varig ganó la batalla contra Real, que de todos modos fue comprado por Varig en 1961. Sadia Transportes Aéreos se incorporó al servicio en 1968. Entre 1975 y 1992 fue operado exclusivamente por los Lockheed L-188 Electra de Varig, que durante algún tiempo y en aras de la neutralidad no tuvo el nombre Varig en el fuselaje.
La dirección de Cruzeiro abandonó la idea de operar vuelos de larga distancia y concentró sus esfuerzos en crear una extensa red doméstica y regional, a la que se sumaron vuelos a Bolivia, Paraguay, Perú, Ecuador y Venezuela. En enero de 1963, Cruzeiro entró en la era del jet cuando comenzaron las operaciones con el SE.210 Caravelle. Cruzeiro compró cuatro de esos aviones. Tras el cierre de Panair do Brasil en 1965, Cruzeiro recibió otros tres de sus Caravelles, así como tres hidroaviones Consolidated PBY Catalina.
El 3 de enero de 1971 entró en servicio el primero de cuatro Boeing 727-100 y se puso en operación la ruta troncal Buenos Aires-Río de Janeiro-Brasilia. En 1975 entró en servicio el primer Boeing 737-200.
Como consecuencia de graves dificultades económicas, el 22 de mayo de 1975 Serviços Aéreos Cruzeiro do Sul fue comprado por la Fundación Ruben Berta, institución que también controlaba Varig. Ese día Cruzeiro perdió su independencia y pasó a operar con Varig como consorcio, siendo Varig el socio principal.

### Asociación con Varig (1975-1993)
El 22 de mayo de 1975 comienza la tercera fase, cuando la Fundación Ruben Berta, propietaria de Varig, adquiere la mayoría de las acciones de Cruzeiro do Sul. Si bien Varig y Cruzeiro do Sul se mantuvieron como empresas separadas que operaban como un consorcio, en realidad las frecuencias y las flotas se integraron y racionalizaron para evitar la duplicación de servicios. Dado que en 1975 había sólo cuatro aerolíneas nacionales operando en Brasil (Varig, Cruzeiro, VASP y Transbrasil) y el mercado estaba rígidamente regulado, el gobierno asignó un máximo del 45% de la participación de mercado al consorcio Varig/Cruzeiro siendo el restante dividido entre las otras dos aerolíneas. Sin embargo, el consorcio tenía el monopolio de las rutas internacionales y operaba en todas las principales ciudades brasileñas.
En 1979 Cruzeiro compró dos Airbus A300B4. El 14 de junio de 1983, Cruzeiro, utilizando sus concesiones, abrió nuevos servicios internacionales a Puerto España y Bridgetown y mantuvo los existentes a Montevideo, Buenos Aires, La Paz, Santa Cruz de la Sierra, Iquitos, Paramaribo y Cayena. En 1986 la flota de Cruzeiro constaba de dos Airbus A300, seis Boeing 727-100 y otros seis Boeing 737-200.
En el terreno económico sin embargo, el déficit, desde la compra por parte de Varig nunca dejó de crecer. Finalmente, el 1 de enero de 1993, Serviços Aéreos Cruzeiro do Sul dejó de existir al ser totalmente absorbida por Varig. En 1997, el último 737-200 todavía pintado con el esquema de color Cruzeiro y con registro Cruzeiro recibió colores Varig. Este avión dejó de operar en 2001.

## Flota histórica
| Aeronaves                         | Total | Introducido | Retirado |
| --------------------------------- | ----- | ----------- | -------- |
| Airbus A300                       | 2     | 1980        | 1993     |
| Beechcraft Modelo 18              | 5     | 1946        | 1968     |
| Boeing 727-100                    | 8     | 1971        | 1993     |
| Boeing 737-200                    | 6     | 1975        | 1993     |
| Consolidated PBY Catalina         | 7     | 1965        | 1969     |
| Convair CV-240                    | 10    | 1958        | 1967     |
| Convair CV-340                    | 4     | 1954        | 1967     |
| Convair CV-440                    | 5     | 1958        | 1967     |
| Dornier Do J                      | 5     | 1927        | 1934     |
| Douglas DC-2                      | 1     | 1955        | 1961     |
| Douglas DC-3/C-47                 | 50    | 1945        | 1974     |
| Douglas DC-4                      | 3     | 1946        | 1952     |
| Fairchild C-82 Packet             | 10    | 1957        | 1970     |
| Focke-Wulf Fw58c Weihe            | 2     | 1940        | 1942     |
| Focke-Wulf Fw 200                 | 2     | 1939        | 1947     |
| Junkers G 24                      | 3     | 1928        | 1938     |
| Junkers F 13                      | 4     | 1928        | 1945     |
| Junkers W 33                      | 2     | 1928        | 1928     |
| Junkers W 34                      | 5     | 1931        | 1945     |
| Junkers Ju 46                     | 2     | 1934        | 1945     |
| Junkers Ju 52                     | 16    | 1934        | 1945     |
| Lockheed Modelo 12 Electra Junior | 2     | 1945        | 1945     |
| McDonnell Douglas MD-82           | 1     | 1982        | 1983     |
| NAMC YS-11                        | 11    | 1967        | 1977     |
| Sud Aviation Caravelle            | 7     | 1962        | 1975     |

## Accidentes e incidentes

### Accidentes como Syndicato Condor[6]
- 3 de diciembre de 1928: un hidroavión Dornier Do J matrícula P-BACA se estrella en la bahía de Guanabara. El accidente fue causado por el colapso de un ala como resultado de una maniobra violenta para evitar una colisión con otra aeronave de la misma compañía, durante un vuelo de celebración de la llegada de Alberto Santos Dumont a Río de Janeiro en un transatlántico de pasajeros. Los diez pasajeros, destacados brasileños y cuatro miembros de la tripulación murieron. Este fue el primer accidente con una aeronave matriculada en Brasil, que causó víctimas además de la tripulación y que recibió una amplia cobertura mediática.

- 11 de septiembre de 1931: un hidroavión Dornier Do J matrícula P-BALA mientras despegaba del río Potengi en Natal chocó contra un barco. Murieron tres tripulantes.
- 3 de mayo de 1934: un Junkers W 34 con registro PP-CAR se estrelló durante los procedimientos de aterrizaje en Río de Janeiro. Murieron dos tripulantes. El avión fue recuperado y sufrió un segundo accidente el 16 de abril de 1944 que figura bajo Cruzeiro do Sul.
- 22 de mayo de 1938: un hidroavión Junkers Ju 52/3m registro PP-CBC que volaba de Santos a Paranaguá se estrelló debido a las aguas turbulentas mientras despegaba en Santos. Dos pasajeros murieron.
- 15 de agosto de 1938: un hidroavión Junkers Ju 52/3m matrícula PP-CAT sufre un accidente mientras despegaba de la Bahía de Guanabara. Los cinco pasajeros y los cuatro tripulantes murieron.
- 13 de enero de 1939: un Junkers Ju 52/3m matrícula PP-CAY en ruta de Vitória a Río de Janeiro se estrelló contra el pico Sambé cerca de Río Bonito, Río de Janeiro. Murieron cuatro tripulantes y cinco pasajeros.
- 24 de febrero de 1942: un Junkers W 34 matrícula P-BAOA/PP-CAO se estrelló al intentar un aterrizaje de emergencia en Riachão, Maranhão. Dos miembros de la tripulación murieron.

### Accidentes como Serviços Aéreos Cruzeiro do Sul[7]
- 16 de abril de 1944: un Junkers W 34 matrícula PP-CAR se estrelló durante un aterrizaje de emergencia en Río de Janeiro-Santos Dumont. Dos miembros de la tripulación murieron.
- 13 de marzo de 1948: un Douglas DC-3 matrícula PP-CBX que volaba a São Paulo-Congonhas se estrelló en la Sierra de Cantareira, cerca de São Paulo. Los 6 pasajeros y la tripulación a bordo murieron.
- 22 de marzo de 1951: un Douglas DC-3 con matrícula PP-CCX mientras aterrizaba en Florianópolis se estrelló tras un rebasamiento por mal tiempo y una falla del motor. De los 14 pasajeros y tripulantes, 3 fallecieron.
- 12 de septiembre de 1954: un Douglas DC-3 matrícula PP-CDJ que volaba de Río de Janeiro-Santos Dumont a São Paulo-Congonhas se vio obligado a regresar a Río de Janeiro debido a problemas técnicos y al mal tiempo en São Paulo. En las maniobras finales de Río de Janeiro, el avión entró demasiado alto. Se intentó un rebasamiento, pero la aeronave descendió y se estrelló contra la Bahía de Guanabara. Seis pasajeros de 30 ocupantes murieron.
- 26 de agosto de 1955: un Douglas DC-3 registro PP-CBY en ruta de Río de Janeiro-Santos Dumont a Caravelas tocó un pico en las montañas de Caparaó, ubicadas cerca de Castelo, Espírito Santo. El vuelo estaba fuera de la vía aérea y el pico no estaba claramente marcado en el gráfico. Los 4 tripulantes y los 9 pasajeros murieron.
- 1 de diciembre de 1955: un Douglas DC-3 matrícula PP-CCC después del despegue de Belém-Val de Cans perdió potencia en el motor n.º 1. Los consiguientes problemas técnicos hicieron que la aeronave perdiera altitud y el ala izquierda chocara contra un árbol y se rompiera. La aeronave se detuvo, golpeó el suelo y se incendió. Los 6 pasajeros y la tripulación murieron.
- 11 de enero de 1958: un Fairchild C-82 con registro de carga PP-CEH en un vuelo de entrenamiento, perdió altitud durante el ascenso inicial desde Río de Janeiro, golpeó una barrera y se estrelló en la Bahía de Guanabara. Dos de los miembros de la tripulación murieron.
- 16 de enero de 1958: un Fairchild C-82 de carga con registro de paquete PP-CEF se estrelló cerca de Belém-Val de Cans cuando el motor n.° 1 se incendió después del despegue. La tripulación, formada por tres personas, murió.
- 16 de junio de 1958: un Convair CV-440 con matrícula PP-CEP que volaba de Florianópolis a Curitiba-Afonso Pena estaba en los procedimientos de aproximación final para aterrizar en Curitiba con mal tiempo cuando quedó atrapado en las cizalladuras del viento. La aeronave descendió y golpeó el suelo. De los 27 pasajeros y tripulantes a bordo, 24 fallecieron, incluido el expresidente Nereu Ramos.
- 12 de abril de 1960: un Douglas DC-3 matrícula PP-CDS, perteneciente a Varig, y que operaba un vuelo de Pelotas a Porto Alegre colisionó con otras dos aeronaves, se estrelló y se incendió luego de desviarse a la derecha en el despegue y provocó una sobrecorrección. un giro brusco a la izquierda. De los 22 pasajeros y tripulantes a bordo, 10 murieron.
- 9 de mayo de 1962: un Convair CV-240 matrícula PP-CEZ en la aproximación final a Vitória chocó contra un árbol a una altura de 40 m, 1.860 m antes de la pista. Debería haber sido a 150m. De los 31 pasajeros y tripulantes a bordo, 28 murieron.
- 15 de enero de 1963: un Convair CV-240 matrícula PP-CEV en la aproximación a São Paulo-Congonhas se estrelló contra casas en el barrio de Jabaquara después de que fallara un motor. De los 45 pasajeros y tripulantes a bordo, 6 fallecieron. Siete personas en tierra también resultaron muertas.
- 3 de mayo de 1963: un Convair CV-340 con matrícula PP-CDW que volaba de São Paulo-Congonhas a Río de Janeiro-Santos Dumont tuvo que regresar a São Paulo después de que el motor n.° 2 se incendiara. Cuando estaba a punto de aterrizar, la aeronave se elevó 45°, se detuvo y chocó contra una casa. De los 50 pasajeros y tripulantes a bordo, 37 murieron.
- 19 de octubre de 1966: un Consolidated PBY-5A Catalina matrícula PP-PEC, mientras realizaba un vuelo de entrenamiento en la región de Belém se estrelló. Los 4 miembros de la tripulación murieron.
- 20 de octubre de 1968: un Douglas DC-3 matrícula PP-SAD tuvo una avería en el motor y se estrelló tras el despegue y cuando intentaba regresar a Feijó. Los 19 pasajeros y la tripulación murieron.
- 28 de septiembre de 1971: un Douglas DC-3 matrícula PP-CBV se estrelló tras despegar de Sena Madureira con destino a Rio Branco. La aeronave sufrió una falla de motor en el ascenso. El piloto intentó regresar al aeropuerto pero debido a que el viraje se realizó a muy baja altura, el ala derecha chocó contra árboles provocando la caída de la aeronave. Los 32 pasajeros y la tripulación murieron.
- 1 de junio de 1973: un Sud Aviation Caravelle con registro VIN PP-PDX que operaba el vuelo 109 de Belém-Val de Cans a São Luís se estrelló en la aproximación a São Luís. El motor n.° 1 perdió potencia y la aeronave adquirió una actitud extrema de morro arriba. Se detuvo y se estrelló 760 m a la derecha de la pista. Los 23 pasajeros y la tripulación murieron.
- 8 de octubre de 1969: un Sud Aviation Caravelle en ruta de Belém-Val de Cans a Manaus-Ponta Pelada fue secuestrado por 4 personas que exigieron ser trasladados a Cuba. El secuestro duró menos de un día y no hubo víctimas.
- 12 de noviembre de 1969: un NAMC YS-11/11A en ruta de Manaus-Ponta Pelada a Belém-Val de Cans fue secuestrado por una persona que exigió ser trasladado a Cuba. No hubo víctimas.
- 1 de enero de 1970: un Sud Aviation Caravelle en ruta de Montevideo a Río de Janeiro-Galeão, con 33 ocupantes a bordo, fue secuestrado por 6 personas que exigieron ser trasladados a Cuba. El vuelo fue desviado a Lima, Ciudad de Panamá-Tocumen y llegó a La Habana dos días después. No hubo víctimas.
- 1 de julio de 1970: el Sud Aviation Caravelle matrícula PP-PDX en ruta Río de Janeiro-Galeão a São Paulo con 31 ocupantes fue secuestrado por 4 personas que exigían la liberación de los presos políticos que iban a ser llevados a Cuba . El avión fue asaltado y los secuestradores arrestados. No hubo víctimas y el secuestro duró menos de un día.
- 4 de julio de 1970: un NAMC YS-11 en ruta de Belém-Val de Cans a Macapá fue secuestrado por una persona y volado a Cayena, Georgetown, Trinidad y Tobago, Antigua y Jamaica.
- 3 de febrero de 1984: un Airbus A300 que operaba el vuelo 302 en ruta de São Luís a Belém-Val de Cans con 176 pasajeros y tripulantes a bordo fue secuestrado por 3 personas que exigieron ser trasladados a Cuba. El vuelo llegó a Camagüey en menos de un día. No hubo muertes entre las víctimas.